# 蔡树彬
蔡树彬（1894年—1964年），又名蔡书彬，化名柴舒平、蔡均民、蔡森圃、董子民，男，湖北汉阳人，中华人民共和国政治人物。曾任中华全国总工会执行委员、中华全国电业工会主席，湖北省政协副主席。

## 生平
1954年，当选第一届全国人民代表大会代表。